# أندا
أندا (هانغل: 안다) هي مغنية كورية جنوبية، ولدت في 5 فبراير 1991 في Jingwan-dong ‏ في كوريا الجنوبية.

## وصلات خارجية
- الموقع الرسمي
- أندا على موقع ميوزك برينز (الإنجليزية)